# Números de Love
Os números de Love são parâmetros adimensionais que expressam a rigidez de um corpo celeste e a sua suscetibilidade à deformação em resposta a forças no seu no campo gravitacional, como por exemplo as forças de maré, centrifugação e rotação. Em função da elasticidade do corpo, estas forças causam uma deformação variável no tempo e, em menor grau, também precessão e nutação orbitais. Geralmente denotados por h e k, estes números foram inicialmente propostos pelo geofísico Augustus Edward Hough Love. Aos números iniciais de Love foi posteriormente adicionado o número l, proposto por Toshi Shida (japonês: 志田順), razão pela qual o conjunto destes parâmetros é por vezes designado por números de Love e Shida. São utilizadas, por exemplo, no cálculo de órbitas de satélites e para trabalhos de geodesia.

## Descrição
Em 1909 o geofísico Augustus Edward Hough Love introduziu os valores adimensionais h e k que caracterizam a resposta viscoelástica global da Terra às forças de maré, ou seja a susceptibilidade do planeta às marés terrestres. Pouco depois, em 1912, o japonês Toshi Shida acrescentou um terceiro parâmetro, l, necessário para obter uma descrição global completa da resposta da Terra sólida às marés.

### Definição dos parâmetros
Os três números de Love e Shida são definidos da seguinte forma:
- O número de Love h é definido como a razão, para um determinado corpo, entre a altura da maré de corpo e a altura da maré de equilíbrio estático,[7] podendo também ser definido como o deslocamento vertical (radial) ou variação das propriedades elásticas do planeta. Em termos de potencial de maré gerado V(θ, φ)/g, o deslocamento é h V(θ, φ)/g, onde θ é a latitude, φ é a longitude leste e g é a aceleração da gravidade.[8] Para uma hipotética Terra sólida, {\displaystyle h=0}; para uma Terra líquida, seria de esperar {\displaystyle h=1}. No entanto, a deformação da esfera faz com que o campo potencial se altere, aumentando ainda mais a deformação da esfera. O máximo teórico é {\displaystyle h=2,5}. Para a Terra real, {\displaystyle h} situa-se entre os valores correspondentes a um planeta sólido e um planete líquido, ou seja, entre 0 e 1.
- O número de Love k é definido como a expansão cúbica ou o rácio do potencial adicional (força auto-reactiva) produzido pela alteração do potencial de deformação. Pode ser representado como {\displaystyle kV(\theta ,\phi )/g}, onde {\displaystyle k=0} para um corpo rígido.[8]
- O número de Shida l representa a relação entre o deslocamento horizontal (transverso) de um elemento de massa da crusta do planeta e deslocamento de um elemento correspondente pela maré de equilíbrio estático do oceano.[7] Em notação potencial, o deslocamento transversal é {\displaystyle l\nabla (V(\theta ,\phi ))/g}, onde {\displaystyle \nabla } é o operador horizontal de gradiente. Tal como h e k, {\displaystyle l=0} para um corpo rígido.[8]

### Valores
Um esferoide sólido elástico cederá a um potencial de maré externo {\displaystyle U_{2}} de grau harmónico esféricos 2 por uma maré de superfície {\displaystyle h_{2}U_{2}/g} e a atração própria desta maré aumentará o potencial externo em {\displaystyle k_{2}U_{2}}.
As magnitudes dos números de Love dependem da rigidez e da distribuição de massa do esferoide. Números de Love {\displaystyle h_{n}}, {\displaystyle k_{n}} e {\displaystyle l_{n}} também pode ser calculado para ordens superiores de harmónicas esféricas.
Para a Terra considerada viscoelástica, os números de Love e Shida situam-se no intervalo: {\displaystyle 0.616\leq h_{2}\leq 0.624}, {\displaystyle 0.304\leq k_{2}\leq 0.312} and {\displaystyle 0.084\leq l_{2}\leq 0.088}. Para as marés da Terra, o fator de inclinação pode ser calculado como {\displaystyle 1+k-h} e o fator gravimétrico como {\displaystyle 1+h-(3/2)k}, em que o sufixo 2 é assumido. Os valores normalmente usados para a modelação da Terra são:
h = 0,60 (deformação vertical)
k = 0,30 (interacções)
l = 0,08 (número de Shida: interacções).
Nos modelos matemático-físicos da Terra, os números de Love indicam em que medida o efeito do potencial de maré sobre a Terra elástica é maior do que sobre um corpo rígido. A gama possível dos parâmetros de Love é limitada pelo achatamento da Terra. O gradiente de densidade na estrutura interna da Terra também pode ser estimado a partir das deformações medidas. No caso dos planetas gasosos, a sua obliquidade fornece a indicação mais importante.
Os números de Love foram introduzidos na geofísica por volta de 1920 e desde então tornaram-se importantes em toda a planetologia, incluindo na investigação de exoplanetas. Os dados das missões CoRoT e Kepler ou de futuras missões como TESS, CHEOPS ou PLATO são utilizados pelo grupo de investigação "Matter Under Planetary Interior Conditions" em Rostock, Hamburgo e Berlim, entre outros. A modelação interdisciplinar, a teoria e as experiências são utilizadas para explorar a estrutura interna de planetas distantes e as suas condições térmicas e de pressão.
Estima-se que as estrelas de neutrões tenham uma elevada rigidez na crusta e, portanto, um baixo número de Love, com grandeza no intervalo {\displaystyle 0.05\leq k_{2}\leq 0.17}, enquanto os buracos negros tenham simplesmente {\displaystyle k_{2}=0}.